# Kustzone (Den Haag)

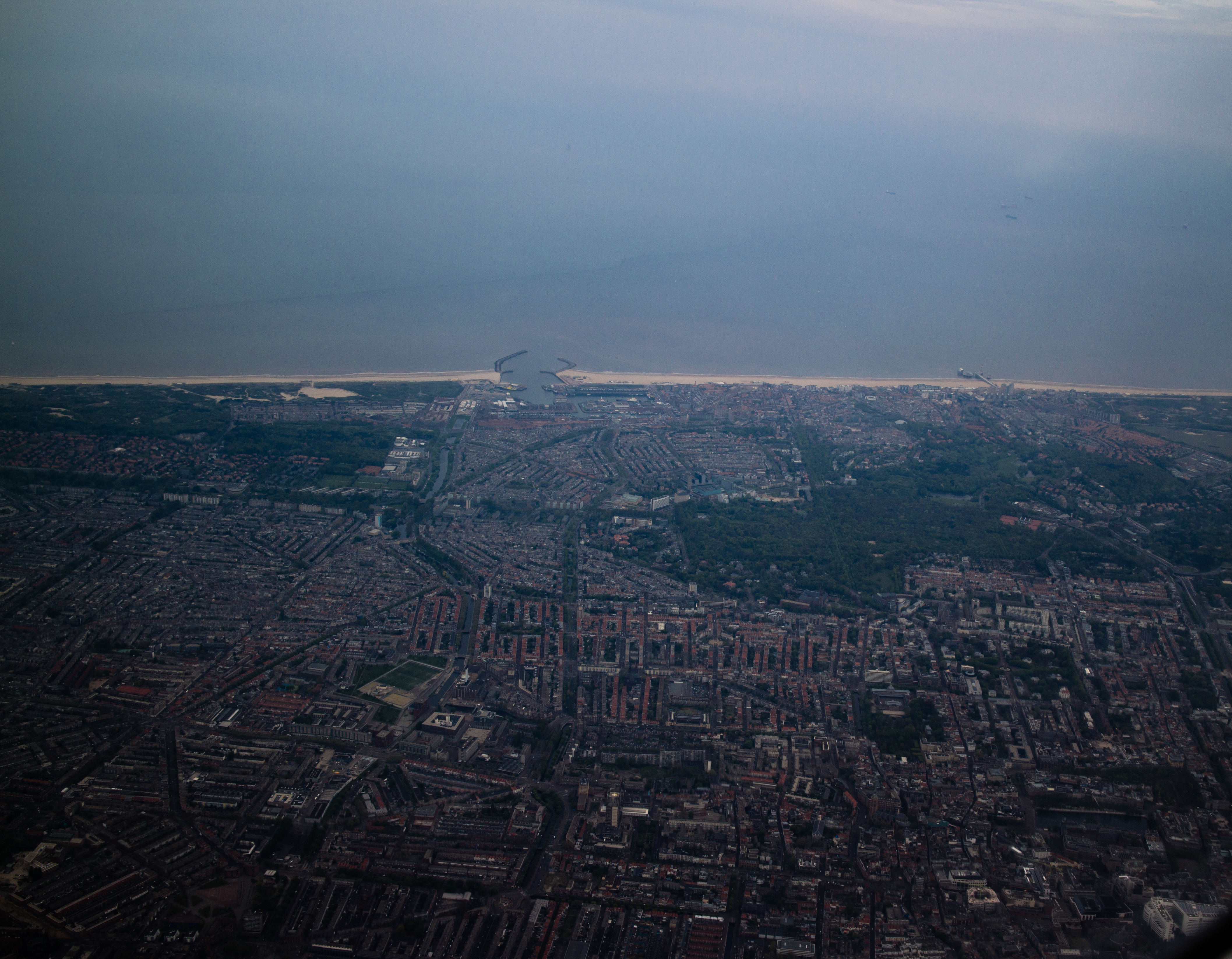
Een deel van de kustzone in Den Haag met zichtbaar de beide pieren ter bescherming van de Scheveningse Haven.

De Kustzone die binnen de gemeentegrenzen van Den Haag ligt, is 11 km lang. Binnen deze afstand liggen onder andere de badplaats en het vissersdorp Scheveningen, de Scheveningse Havens en badplaats Kijkduin. Het strand van de Haagse kustzone wordt door de monding van de Scheveningse Havens in twee stukken opgedeeld. Het Noorderstrand tot aan de grens met Wassenaar is 4,3 km lang en het Zuiderstrand tot aan de grens met Monster is 6,5 km lang.

## Wettelijk
Binnen Nederland zijn alle stranden eigendom van het Rijksvastgoedbedrijf (RVB). Daar waar er een Boulevard is, geldt dat de gemeente Den Haag eigenaar is. Door de ligging aan zee lopen de gemeentegrenzen van Den Haag deels door de Noordzee. Daarbij ligt de gemeentegrens op 1 kilometer in de zee vanaf de kustlijn gemeten bij laagwater. Binnen de kustzone vormen het strand, de duinen en (deels) de boulevards de zeewering. Deze bescherming van het achterland ligt in handen van het Hoogheemraadschap van Delfland.

### Monumenten
De gemeente heeft op de Boulevard een drietal mitrailleurkazematten aangewezen als monument. Deze zijn gebouwd als onderdeel van de Atlantikwall.